# Verrasztó Gábor
Verrasztó Gábor (Orosháza, 1964. március 12. – 2022. február 7.) magyar író, újságíró, helytörténész.

## Életútja
Édesapja Verasztó Antal (1936–) író, költő, helytörténész, édesanyja fafaragó volt, akit korán elveszített. 1982-ben érettségizett a békéscsabai Sebes György Kereskedelmi- és Közgazdasági Szakközépiskolában. Egy ideig az orosházi Vas-Műanyag Ipari Szövetkezet anyagkönyvelője volt, de érezte, hogy ez nem az ő útja. 1991-ben költözött fel Budapest II. kerületébe.
18 éves korában jelent meg első publikációja a Békés megyei Népújságban, első önálló helytörténeti munkája pedig 1990-ben látott napvilágot a nagymágocsi Károlyi-kastély történetéről. 1993-ban végezte el a Bálint György Újságíró Akadémiát. 1994 és 1998 között a Zsaru Magazin megbízott rovatvezetője, 1999 és 2007 között a Mister Magazin munkatársa volt. 2008-tól a Budai Polgár, 2015-től a Hegyvidék külső munkatársaként tevékenykedett és jelentette meg budai helytörténeti írásait. 
2019-ben hazaköltözött Budapestről, Kardoskúton teremtett új otthont magának, itt is hunyt el váratlanul. Több mint 3000 publikációja jelent meg. Orosházi vonatkozású szépirodalmi írásainak elismeréseként 2002-ben Orosháza Város Önkormányzata emléklappal jutalmazta. Kimagasló helytörténeti munkásságát 2017-ben Podmaniczky-díjjal ismerték el.

## Művei
- Szétszabdalt fényképek. Félperces novellák; Napkút, Budapest, 2005
- A nagymágocsi kastély, Kulturális Kapcsolatok Egyesülete, Orosháza, 2006
- Rezes Molnár Lajos. Egy orosházi festőcsalád története; Kulturális Kapcsolatok Egyesülete, Orosháza, 2006
- Szivar a kapucsengő alatt. Prózai szövegek; Napkút, Budapest, 2006
- A Váncza család, Napkút, Budapest, 2007
- Pasaréti mesék. Félperces novellák; Napkút, Budapest, 2007
- Vándorévek szerelme. Versek; Napkút, Budapest, 2008
- A szomjas Mátyás király. Budai históriák; Napkút, Budapest, 2009
- Abszurdkák; Argumentum, Budapest, 2009
- Déry Tibor pizsamában. Félperces novellák; Napkút, Budapest, 2009
- Marczibányi István, Napkút, Budapest, 2010
- Menedék; Napkút, Budapest, 2010
- Vendéglő az Országúton. Budai históriák;  Napkút, Budapest, 2010
- A molnár, aki Lipót volt. Budai históriák; Napkút, Budapest, 2011
- Széll Kálmán és a Moszkva tér. Budai históriák; Napkút, Budapest, 2011
- A molnár, aki Lipót volt. Budai históriák; 2. átdolg., bőv. kiad.; Napkút, Budapest, 2011
- Fedák Sári és a Mészárosné háza. Budai históriák; Napkút, Budapest, 2012
- Auguszt, a tsemege-tsináló. Budai históriák; Napkút, Budapest, 2013
- Az eltékozolt palota. Budai históriák; Napkút, Budapest, 2014
- Goll Bea – Szabálytalan életrajz, Napkút, Budapest, 2015
- Rémtett a Tölgyfa utcában. Budai históriák; Napkút, Budapest, 2015
- A hűtlen szatócsné. Budai históriák; Napkút, Budapest, 2016
- Tányértörők. Másfél oldalasak; Napkút, Budapest, 2016
- Az ajtó mögött – ami Szabó Magda regényéből kimaradt, Napkút, Budapest, 2017
- Bogáthy Mihály – Befejezetlen életrajz, Napkút, Budapest, 2017
- Hálószoba a télikertben. Budai históriák; Napkút, Budapest, 2017
- A "félig bevert szeg" – 50 éves a Körszálló, Napkút, Budapest, 2018
- Lövészárok Pasaréten Budai históriák; Napkút, Budapest, 2018
- A Fény utcai piac – 80 év két csarnoka, Napkút, Budapest, 2020
- Lábujjhegyen hallgat. Prózai szövegek; Napkút, Budapest, 2020
- Széchenyi gróf különös házassága, Napkút, Budapest, 2020
- A Járitz család. Családi visszaemlékezések nyomán; Napkút, Bp., 2021
- A lisztkereskedő, a cipész, a szabó és a konzul. Budai históriák; Napkút, Bp., 2022

## Díjai
- II. Kerületért Emlékérem (2017)
- Podmaniczky-díj (2017)